# アーニー・ディグレゴリオ
アーネスト・ディグレゴリオ (Ernest DiGregorio, 1951年1月15日 - ) は、アメリカ合衆国の元プロバスケットボール選手。身長183cm、体重81kg。ポジションはポイントガード。NBAのバッファロー・ブレーブスなどでプレーし、新人王とアシスト王を同時受賞した史上2人目の選手である。

## 経歴
アーニー・ディグレゴリオはロードアイランド州ノースプロビデンスで生れ、地元の高校でスター選手として活躍した後、プロビデンス大学に進学した。大学4年時には平均24.5得点8.6アシストを記録してオールアメリカ1stチームに選ばれ、NCAAトーナメントでチームを初のファイナル4進出に導いた。卒業後の1973年、ディグレゴリオはNBAドラフト全体3位でバッファロー・ブレーブスに、ABAドラフトでケンタッキー・カーネルズに指名を受け、NBA入りを選択した。
プロ1年目となる1973-74シーズン、ディグレゴリオは81試合の出場で平均15.2得点8.2アシストをあげてアシスト王に輝き、新人王とオールルーキー1stチームに選ばれた。新人王とアシスト王の同時受賞は1960-61シーズンのオスカー・ロバートソン以来史上2人目の快挙であった。またフリースロー成功率はリーグ1位となる.902をマークした。このシーズンに記録した1試合25アシストは、1987年のネイト・マクミランと並ぶNBA新人記録である。
ディグレゴリオは順調なキャリアを送るかのように見えたが、2年目の1974-75シーズン途中に膝に重傷を負い、51試合を欠場した。スタッツはルーキーイヤーの約半分に落ち込み、以後もかつての姿を取り戻すことはなかった。4年目の1976-77シーズンには81試合に出場して平均得点を2桁に戻し、リーグ首位かつ歴代9位のフリースロー成功率.945を記録するなど、復活の兆しが見られた。しかしチーム再建に舵を切っていたブレーブスは、シーズン終了後にディグレゴリオをロサンゼルス・レイカーズに放出した。
1977-78シーズン、ディグレゴリオはレイカーズで25試合に出場した後シーズン途中に解雇された。その直後にフリーエージェントとしてボストン・セルティックスと契約し、シーズンの残りをプレーした。翌シーズン以降は無所属となり、1981年に正式に現役引退を表明した。
NBAでの成績は312試合に出場して通算2,997得点1,594アシスト（平均9.6得点5.1アシスト）、フリースロー成功率.902であった。
ディグレゴリオは1999年にイタリア系アメリカ人スポーツ殿堂、2019年にカレッジバスケットボール殿堂入りを果たした。

## 個人成績

### NBA

#### レギュラーシーズン
| Season  | Team | GP  | MPG  | FG%  | FT%   | RPG | APG  | SPG | BPG | PPG  |
| ------- | ---- | --- | ---- | ---- | ----- | --- | ---- | --- | --- | ---- |
| 1973–74 | BUF  | 81  | 35.9 | .421 | .902* | 2.7 | 8.2* | .7  | .1  | 15.2 |
| 1974–75 | BUF  | 31  | 23.0 | .440 | .778  | 1.5 | 4.9  | .6  | .0  | 7.8  |
| 1975–76 | BUF  | 67  | 20.4 | .384 | .915  | 1.7 | 4.0  | .6  | .0  | 6.7  |
| 1976–77 | BUF  | 81  | 28.0 | .417 | .945* | 2.3 | 4.7  | .7  | .0  | 10.7 |
| 1977–78 | LAL  | 25  | 13.3 | .410 | .800  | .9  | 2.8  | .2  | .0  | 3.9  |
| 1977–78 | BOS  | 27  | 10.1 | .431 | .923  | 1.0 | 2.4  | .4  | .0  | 3.9  |
| 通算    | 通算 | 312 | 25.2 | .415 | .902  | 2.0 | 5.1  | .6  | .0  | 9.6  |

#### プレーオフ
| Year | Team | GP | MPG  | FG%  | FT%   | RPG | APG | SPG | BPG | PPG  |
| ---- | ---- | -- | ---- | ---- | ----- | --- | --- | --- | --- | ---- |
| 1974 | BUF  | 6  | 40.0 | .430 | .889  | 2.7 | 8.7 | .2  | .0  | 13.7 |
| 1976 | BUF  | 9  | 24.1 | .484 | 1.000 | 1.4 | 5.0 | .6  | .2  | 7.6  |
| 通算 | 通算 | 15 | 30.5 | .453 | .941  | 1.9 | 6.5 | .4  | .1  | 10.0 |

### カレッジ
| Year    | Team         | GP | MPG  | FG%  | FT%  | RPG | APG | PPG  |
| ------- | ------------ | -- | ---- | ---- | ---- | --- | --- | ---- |
| 1970–71 | プロビデンス | 28 | 36.2 | .481 | .830 | 4.0 | 6.5 | 18.6 |
| 1971–72 | プロビデンス | 27 | 38.0 | .436 | .802 | 3.0 | 7.9 | 17.7 |
| 1972–73 | プロビデンス | 31 | 36.0 | .478 | .802 | 3.2 | 8.6 | 24.5 |
| 通算    | 通算         | 86 | 36.7 | .468 | .812 | 3.4 | 7.7 | 20.5 |